# Alsodes monticola
Alsodes monticola är en groddjursart som beskrevs av Bell 1843. Alsodes monticola ingår i släktet Alsodes och familjen Cycloramphidae. IUCN kategoriserar arten globalt som otillräckligt studerad. Inga underarter finns listade i Catalogue of Life.